# Associazione Sportiva Pineto Calcio 2023-2024
Questa voce raccoglie le informazioni riguardanti l'Associazione Sportiva Pineto Calcio nelle competizioni ufficiali della stagione 2023-2024.

## Stagione
La stagione 2023-2024 è stata la prima del Pineto in Serie C; i biancazzurri sono stati inseriti nel girone B insieme alla corregionale Pescara con cui, fino alla 13ª giornata, condividono lo stadio Adriatico-Giovanni Cornacchia, situato nel capoluogo adriatico, in virtù dell'iniziale mancata omologazione dello stadio Pavone-Mariani di Pineto.
Contestualmente il Pineto disputa la Coppa Italia Serie C.
L'esordio in campionato avviene il 1º settembre 2023, nel pareggio per 1 a 1 contro il Gubbio. Il 4 ottobre 2023 esordisce nel primo turno di Coppa Italia Serie C, battendo per 1 a 0, fuori casa,  l'Ancona. Nel secondo turno, avvenuto il 9 novembre, affronta il Pescara, perdendo per 1 a 0 e venendo eliminato dal torneo.
Il 5 febbraio 2024 viene sollevato dall'incarico il tecnico Amaolo; al suo posto subentra il mister Roberto Beni.
La squadra conclude la sua prima stagione tra i professionisti al 14º posto, salvandosi.

## Organigramma societario
Tratto dal sito ufficiale.
Area direttiva
- Presidente: Silvio Brocco
- Vice presidente: Luciano Campitelli[10]

Area comunicazione
- Responsabile della Comunicazione: Federica Rogato

Area sanitaria
- Responsabile: dott. Domenico Palmieri[11]
- Medici sociali: dott. Damiano Petaccia, dott. Luca Magnani
- Fisioterapisti: Giovanni Bartolacci, Andrea Capriolo, Giuseppe Ciferni

Area tecnica
- Direttore sportivo: Marcello Di Giuseppe
- Team Manager: Piero Di Renzo
- Allenatore: Daniele Amaolo (1ª-24ª); Roberto Beni (25ª-)
- Vice allenatore: Domenico D'Eugenio (1ª-24ª); Fabio Ferraresi (25ª-)
- Preparatore atletico: Lorenzo Mastropietro
- Preparatore dei portieri: Michele Radunanza
- Responsabile Area Performance: Franco Giammartino

## Divise e sponsor
Per la stagione 2023-2024 lo sponsor tecnico è Erreà, il main sponsor è Liofilchem, il top sponsor Capital Markets Consulting, il jersey sponsor Sapori Veri, mentre gli arm sponsor sono Il Mastino e Ponzio.
| Casa |

## Rosa
Tratto dal sito ufficiale.
In corsivo i giocatori ceduti a stagione in corso.
Rosa aggiornata al 1º febbraio 2024.
| N. |                    | Ruolo | Calciatore                        |
| -- | ------------------ | ----- | --------------------------------- |
| 1  | Italia (bandiera)  | P     | Simone Mercorelli                 |
| 4  | Italia (bandiera)  | D     | Nicolas Di Filippo                |
| 5  | Italia (bandiera)  | C     | Luca Schirone                     |
| 6  | Italia (bandiera)  | C     | Stefano Amadio (vice capitano)    |
| 7  | Italia (bandiera)  | A     | Emilio Volpicelli (vice capitano) |
| 8  | Italia (bandiera)  | C     | Gianluca Germinario               |
| 9  | Italia (bandiera)  | A     | Diego Gambale                     |
| 10 | Italia (bandiera)  | C     | Daniel Sannipoli                  |
| 11 | Camerun (bandiera) | A     | Moussadja Njambè                  |
| 14 | Italia (bandiera)  | D     | Andrea Marafini                   |
| 17 | Italia (bandiera)  | A     | Mattia Ruggiero                   |
| 17 | Italia (bandiera)  | C     | Denis Manu                        |
| 19 | Italia (bandiera)  | D     | Matteo Borsoi                     |
| 20 | Italia (bandiera)  | D     | Riccardo Della Quercia (capitano) |
| 21 | Italia (bandiera)  | C     | Luca Lombardi                     |
| 22 | Italia (bandiera)  | P     | Alessandro Tonti                  |

| N. |                   | Ruolo | Calciatore                       |
| -- | ----------------- | ----- | -------------------------------- |
| 23 | Italia (bandiera) | D     | Simone De Santis (vice capitano) |
| 24 | Italia (bandiera) | D     | Nicolò Evangelisti               |
| 27 | Italia (bandiera) | D     | Federico Baggi                   |
| 28 | Italia (bandiera) | D     | Gianmarco Ingrosso               |
| 29 | Italia (bandiera) | A     | Mohammed Amine Chakir            |
| 30 | Italia (bandiera) | D     | Lorenzo Villa                    |
| 31 | Italia (bandiera) | C     | Riccardo Gagliardi               |
| 32 | Italia (bandiera) | C     | Giuseppe Macario                 |
| 42 | Italia (bandiera) | A     | Simone Pierdomenico              |
| 44 | Italia (bandiera) | C     | Vito Mincone                     |
| 66 | Italia (bandiera) | C     | Davide Traini                    |
| 70 | Italia (bandiera) | C     | Marco Teraschi                   |
| 77 | Italia (bandiera) | C     | Mattia Foglia                    |
| 82 | Italia (bandiera) | C     | Pasquale Iaccarino               |
| 99 | Italia (bandiera) | C     | Alessandro Pellegrino            |

## Calciomercato

### Sessione estiva(dall'1º/7 all'1º/9)
| Acquisti | Acquisti              | Acquisti         | Acquisti   |
| R.       | Nome                  | da               | Modalità   |
| -------- | --------------------- | ---------------- | ---------- |
| D        | Gianmarco Ingrosso    | Pescara          | definitivo |
| D        | Simone De Santis      | Ancona           | definitivo |
| D        | Matteo Borsoi         | SPAL             | definitivo |
| D        | Federico Baggi        | Sangiuliano City | definitivo |
| C        | Luca Schirone         | Cremonese        | definitivo |
| C        | Luca Lombardi         | Pescara          | definitivo |
| C        | Giuseppe Macario      | Imolese          | definitivo |
| C        | Marco Teraschi        | Latina           | definitivo |
| C        | Pasquale Iaccarino    | Matera           | definitivo |
| C        | Alessandro Pellegrino | Roma             | definitivo |
| A        | Mattia Ruggiero       | Roma             | definitivo |
| A        | Mohammed Amine Chakir | Pro Patria       | definitivo |

| Cessioni | Cessioni          | Cessioni            | Cessioni   |
| R.       | Nome              | a                   | Modalità   |
| -------- | ----------------- | ------------------- | ---------- |
| P        | Luigi Abate       |                     | svincolato |
| P        | Andrea D'Egidio   |                     | svincolato |
| D        | Marzio Pica       |                     | svincolato |
| D        | Leonardo Nonni    | Campobasso          | definitivo |
| D        | Alessandro Gurini | Roma City           | definitivo |
| D        | Matteo Consorte   | Montesilvano        | definitivo |
| C        | Lorenzo Emili     |                     | svincolato |
| C        | Cosimo Forgione   | Chieti              | definitivo |
| C        | Fabrizio Lo Sicco | Follonica Gavorrano | definitivo |
| C        | Jacopo Domizi     | Civitanovese        | definitivo |
| C        | Simone Minincleri | Ostia Mare          | definitivo |
| C        | Valerio Camplone  | Spoltore            | definitivo |
| A        | Francesco Maio    | United Riccione     | definitivo |
| A        | Diego Allegretti  | San Marzano         | definitivo |

### Operazioni esterne(dal 2/9 al 31/12)
| Acquisti | Acquisti | Acquisti | Acquisti |
| R.       | Nome     | da       | Modalità |
| -------- | -------- | -------- | -------- |

| Cessioni | Cessioni           | Cessioni   | Cessioni              |
| R.       | Nome               | a          | Modalità              |
| -------- | ------------------ | ---------- | --------------------- |
| D        | Nicolas Di Filippo | Campobasso | risoluzione contratto |
| A        | Mattia Ruggiero    | Notaresco  | definitivo            |

### Sessione invernale(dal 2/1 al 31/1)
| Acquisti | Acquisti         | Acquisti | Acquisti |
| R.       | Nome             | da       | Modalità |
| -------- | ---------------- | -------- | -------- |
| C        | Denis Manu       | Pescara  | prestito |
| C        | Daniel Sannipoli | Avellino | prestito |

| Cessioni | Cessioni | Cessioni | Cessioni |
| R.       | Nome     | a        | Modalità |
| -------- | -------- | -------- | -------- |

## Risultati

### Coppa Italia Serie C

#### Turni eliminatori
| Arbitro: | Rispoli (Locri) |

|  |           |           |
|  | Marcatori | 27’ Baggi |

| Arbitro: | Leone (Barletta) |

|             |           |  |
| Vergani 41’ | Marcatori |  |

## Statistiche
Statistiche aggiornate al 28 aprile 2024.

### Statistiche di squadra
| Competizione         | Punti | In casa | In casa | In casa | In casa | In casa | In casa | In trasferta | In trasferta | In trasferta | In trasferta | In trasferta | In trasferta | Totale | Totale | Totale | Totale | Totale | Totale | DR |
| Competizione         | Punti | G       | V       | N       | P       | Gf      | Gs      | G            | V            | N            | P            | Gf           | Gs           | G      | V      | N      | P      | Gf     | Gs     | DR |
| -------------------- | ----- | ------- | ------- | ------- | ------- | ------- | ------- | ------------ | ------------ | ------------ | ------------ | ------------ | ------------ | ------ | ------ | ------ | ------ | ------ | ------ | -- |
| Serie C              | 45    | 19      | 6       | 9       | 4       | 21      | 17      | 19           | 3            | 9            | 7            | 17           | 25           | 38     | 9      | 18     | 11     | 38     | 42     | -4 |
| Coppa Italia Serie C | -     | 0       | 0       | 0       | 0       | 0       | 0       | 2            | 1            | 0            | 1            | 1            | 1            | 2      | 1      | 0      | 1      | 1      | 1      | 0  |
| Totale               | -     | 19      | 6       | 9       | 4       | 21      | 17      | 21           | 4            | 9            | 8            | 18           | 26           | 40     | 10     | 18     | 12     | 39     | 43     | -4 |

### Andamento in campionato
| Giornata  | 1 | 2  | 3  | 4  | 5 | 6  | 7 | 8  | 9 | 10 | 11 | 12 | 13 | 14 | 15 | 16 | 17 | 18 | 19 | 20 | 21 | 22 | 23 | 24 | 25 | 26 | 27 | 28 | 29 | 30 | 31 | 32 | 33 | 34 | 35 | 36 | 37 | 38 |
| --------- | - | -- | -- | -- | - | -- | - | -- | - | -- | -- | -- | -- | -- | -- | -- | -- | -- | -- | -- | -- | -- | -- | -- | -- | -- | -- | -- | -- | -- | -- | -- | -- | -- | -- | -- | -- | -- |
| Luogo     | T | C  | T  | C  | C | T  | C | T  | C | T  | T  | C  | T  | C  | T  | C  | T  | C  | T  | C  | T  | C  | T  | T  | C  | T  | C  | T  | C  | C  | T  | C  | T  | C  | T  | C  | T  | C  |
| Risultato | N | N  | P  | V  | V | P  | V | P  | N | N  | N  | V  | V  | N  | N  | V  | N  | N  | P  | P  | N  | P  | N  | P  | N  | V  | V  | P  | N  | N  | N  | P  | N  | N  | V  | P  | P  | P  |
| Posizione | 8 | 13 | 17 | 10 | 7 | 10 | 8 | 10 | 9 | 10 | 10 | 7  | 7  | 6  | 6  | 6  | 6  | 7  | 8  | 8  | 9  | 10 | 9  | 12 | 12 | 9  | 9  | 10 | 11 | 9  | 11 | 12 | 12 | 12 | 12 | 12 | 13 | 14 |

Fonte: Lega Pro
Legenda:

Luogo: C = Casa; T = Trasferta. Risultato: V = Vittoria; N = Pareggio; P = Sconfitta.

### Statistiche dei giocatori
In corsivo i calciatori ceduti a stagione in corso.
| Giocatore        | Serie C  | Serie C | Serie C     | Serie C    | Coppa Italia Serie C | Coppa Italia Serie C | Coppa Italia Serie C | Coppa Italia Serie C | Totale   | Totale | Totale      | Totale     |
| Giocatore        | Presenze | Reti    | Ammonizioni | Espulsioni | Presenze             | Reti                 | Ammonizioni          | Espulsioni           | Presenze | Reti   | Ammonizioni | Espulsioni |
| ---------------- | -------- | ------- | ----------- | ---------- | -------------------- | -------------------- | -------------------- | -------------------- | -------- | ------ | ----------- | ---------- |
| S. Amadio        | 22       | 0       | 5           | 1          | 0                    | 0                    | 0                    | 0                    | 22       | 0      | 5           | 1          |
| F. Baggi         | 31       | 0       | 6           | 1          | 2                    | 1                    | 0                    | 0                    | 33       | 1      | 6           | 1          |
| M. Borsoi        | 33       | 1       | 5           | 1          | 1                    | 0                    | 0                    | 0                    | 34       | 1      | 5           | 1          |
| M. Chakir        | 37       | 5       | 4           | 0          | 1                    | 0                    | 0                    | 0                    | 38       | 5      | 4           | 0          |
| S. De Santis     | 30       | 1       | 6           | 0          | 0                    | 0                    | 0                    | 0                    | 30       | 1      | 6           | 0          |
| R. Della Quercia | 24       | 0       | 2           | 0          | 2                    | 0                    | 0                    | 0                    | 26       | 0      | 2           | 0          |
| N. Di Filippo    | 7        | 0       | 1           | 0          | 1                    | 0                    | 0                    | 0                    | 8        | 0      | 1           | 0          |
| N. Evangelisti   | 21       | 0       | 1           | 0          | 2                    | 0                    | 0                    | 0                    | 23       | 0      | 1           | 0          |
| M. Foglia        | 12       | 0       | 0           | 0          | 2                    | 0                    | 1                    | 0                    | 14       | 0      | 1           | 0          |
| R. Gagliardi     | 0        | 0       | 0           | 0          | 0                    | 0                    | 0                    | 0                    | 0        | 0      | 0           | 0          |
| D. Gambale       | 37       | 3       | 5           | 0          | 0                    | 0                    | 0                    | 0                    | 37       | 3      | 5           | 0          |
| G. Germinario    | 36       | 1       | 7           | 0          | 0                    | 0                    | 0                    | 0                    | 36       | 1      | 7           | 0          |
| P. Iaccarino     | 6        | 0       | 2           | 1          | 1                    | 0                    | 0                    | 0                    | 7        | 0      | 2           | 1          |
| G. Ingrosso      | 28       | 1       | 6           | 2          | 2                    | 0                    | 0                    | 0                    | 30       | 1      | 6           | 2          |
| L. Lombardi      | 37       | 1       | 4           | 0          | 2                    | 0                    | 1                    | 0                    | 39       | 1      | 5           | 0          |
| G. Macario       | 1        | 0       | 0           | 0          | 1                    | 0                    | 0                    | 0                    | 2        | 0      | 0           | 0          |
| D. Manu          | 16       | 0       | 3           | 0          | 0                    | 0                    | 0                    | 0                    | 16       | 0      | 3           | 0          |
| A. Marafini      | 20       | 2       | 6           | 0          | 0                    | 0                    | 0                    | 0                    | 20       | 2      | 6           | 0          |
| S. Mercorelli    | 4        | -5      | 0           | 0          | 2                    | -1                   | 0                    | 0                    | 6        | -6     | 0           | 0          |
| V. Mincone       | 0        | 0       | 0           | 0          | 1                    | 0                    | 0                    | 0                    | 1        | 0      | 0           | 0          |
| M. Njambè        | 34       | 4       | 4           | 0          | 2                    | 0                    | 0                    | 0                    | 36       | 4      | 4           | 0          |
| A. Pellegrino    | 12       | 2       | 3           | 0          | 0                    | 0                    | 0                    | 0                    | 12       | 2      | 3           | 0          |
| S. Pierdomenico  | 0        | 0       | 0           | 0          | 1                    | 0                    | 0                    | 0                    | 1        | 0      | 0           | 0          |
| M. Ruggiero      | 0        | 0       | 0           | 0          | 2                    | 0                    | 0                    | 0                    | 2        | 0      | 0           | 0          |
| A. Sannipoli     | 16       | 1       | 5           | 0          | 0                    | 0                    | 0                    | 0                    | 16       | 1      | 5           | 0          |
| L. Schirone      | 7        | 0       | 2           | 0          | 1                    | 0                    | 0                    | 0                    | 8        | 0      | 2           | 0          |
| M. Teraschi      | 30       | 2       | 10          | 1          | 2                    | 0                    | 1                    | 0                    | 32       | 2      | 11          | 1          |
| A. Tonti         | 35       | -37     | 5           | 2          | 0                    | -0                   | 0                    | 0                    | 35       | -37    | 5           | 2          |
| D. Traini        | 2        | 0       | 0           | 0          | 1                    | 0                    | 0                    | 0                    | 3        | 0      | 0           | 0          |
| L. Villa         | 26       | 1       | 2           | 0          | 1                    | 0                    | 0                    | 0                    | 27       | 1      | 2           | 0          |
| E. Volpicelli    | 34       | 12      | 10          | 0          | 0                    | 0                    | 0                    | 0                    | 34       | 12     | 10          | 0          |

## Giovanili

### Organigramma
Tratto dal sito ufficiale della società.
- Preparatore dei Portieri (tutte le categorie): Emilio Tuccella
- Collaboratore Tecnico (tutte le categorie): Domenico Muscato

Primavera 4
- Allenatore: Marco Sansovini
- Allenatore in Seconda: Claudio Canonico
- Preparatore Atletico: Mattia Spoltore

Under-17
- Allenatore: Matteo Di Marzio
- Allenatore in Seconda: Luigi Di Marco
- Preparatore Atletico: Vito Zampino

Under-15
- Allenatore: Emidio Sabatelli
- Allenatore in Seconda: Massimo Zucchini
- Preparatore Atletico: Vito Zampino

Allievi Regionali Under-16
- Allenatore: Danilo Macera
- Allenatore in Seconda: Antonio Pallini

Under-14
- Allenatore: Matteo Di Girolamo
- Allenatore in Seconda: Luca Ferrone

### Piazzamenti
- Primavera 4 
  - Campionato: 8º[107]
- Giovanissimi Nazionali Under-15
  - Campionato: 6º[108]
- Under-17:
  - Campionato: 13º[109]
- Giovanissimi Regionali Under-14
  - Serie C: 1º[110]
- Allievi Regionali Under-16
  - Campionato regionale: 3º[111]

### Annotazioni
1. ↑  Campo di gioco situato a Pescara, selezionato per mancata omologazione agli standard della Lega Pro dello Stadio Pavone-Mariani di Pineto, ed utilizzato fino alla 13ª giornata.
2. ↑  Utilizzato a partire dalla 14ª giornata.

### Fonti
1. ↑   STADIO “PAVONE-MARIANI”, su pinetocalcio.it. URL consultato il 5 febbraio 2024 (archiviato il 5 febbraio 2024).
2. ↑   Prima giornata: Gubbio – Pineto 1-1 (0-0), su pinetocalcio.it, 1º settembre 2023. URL consultato il 14 settembre 2023 (archiviato il 2 ottobre 2023).
3. ↑   Ancona – Pineto 0-1 (0-1), su pinetocalcio.it, 4 ottobre 2023. URL consultato il 5 ottobre 2023 (archiviato il 9 ottobre 2023).
4. 1 2   COPPA ITALIA: ANCONA ELIMINATA AL PRIMO TURNO, su usancona.com, 4 ottobre 2023. URL consultato il 5 ottobre 2023 (archiviato il 9 ottobre 2023).
5. ↑   Coppa Italia Serie C 23/24, su lega-pro.com. URL consultato il 12 dicembre 2023 (archiviato il 6 gennaio 2022).
6. ↑   Comunicato stampa, su pinetocalcio.it, 5 febbraio 2024. URL consultato il 22 marzo 2024 (archiviato il 13 febbraio 2024).
7. ↑   Benvenuto mr Beni, su pinetocalcio.it, 8 febbraio 2024. URL consultato il 22 marzo 2024 (archiviato il 13 febbraio 2024).
8. ↑   “Guardare sempre avanti”, su pinetocalcio.it, 7 luglio 2023. URL consultato il 24 settembre 2023 (archiviato il 2 ottobre 2023).
9. ↑   Staff tecnico e organizzativo, su pinetocalcio.it, 9 luglio 2023. URL consultato il 24 settembre 2023 (archiviato il 2 ottobre 2023).
10. ↑   Luciano Campitelli è vice presidente del Club, su pinetocalcio.it, 28 agosto 2023. URL consultato il 24 settembre 2023 (archiviato il 2 ottobre 2023).
11. ↑   Area Sanitaria: arriva il dott. Palmieri, su pinetocalcio.it, 30 agosto 2023. URL consultato il 24 settembre 2023 (archiviato il 2 ottobre 2023).
12. ↑   Pineto Calcio - Organigramma, su transfermarkt.it. URL consultato il 22 marzo 2024 (archiviato il 30 aprile 2024).
13. ↑   Partner, su pinetocalcio.it. URL consultato l'8 ottobre 2023 (archiviato il 3 ottobre 2023).
14. ↑   La numerazione ufficiale della stagione 23/24, su pinetocalcio.it, 21 agosto 2023. URL consultato il 24 settembre 2023 (archiviato il 2 ottobre 2023).
15. 1 2  Ceduto a stagione in corso
16. ↑   PINETO-FERMANA 2-0. Volpicelli e Chakir a segno nella ripresa, vincono gli abruzzesi, su fermanafc.com, 6 novembre 2023. URL consultato il 9 novembre 2023 (archiviato il 9 febbraio 2024).
17. ↑   𝗛𝗜𝗚𝗛𝗟𝗜𝗚𝗛𝗧𝗦 𝗣𝗶𝗻𝗲𝘁𝗼 🆚 𝗣𝗲𝗿𝘂𝗴𝗶𝗮 𝟭-𝟭, su pinetocalcio.it, 18 novembre 2023. URL consultato il 18 novembre 2023 (archiviato il 18 novembre 2023).
18. 1 2  Acquistato a stagione in corso
19. ↑   Della Quercia: “Siamo pronti”, su pinetocalcio.it, 26 agosto 2023. URL consultato il 24 settembre 2023 (archiviato il 2 ottobre 2023).
20. ↑   Pineto Calcio - Profilo società, su transfermarkt.it. URL consultato il 23 dicembre 2023 (archiviato il 9 febbraio 2024).
21. ↑   Torres - Pineto Calcio, 22/dic/2023, su transfermarkt.it. URL consultato il 23 dicembre 2023 (archiviato il 9 febbraio 2024).
22. ↑   Gianmarco Ingrosso al Pineto, su pinetocalcio.it, 11 agosto 2023. URL consultato il 16 settembre 2023 (archiviato il 24 agosto 2023).
23. ↑   De Santis in biancazzurro, su pinetocalcio.it, 8 agosto 2023. URL consultato il 16 settembre 2023 (archiviato il 2 ottobre 2023).
24. ↑   SIMONE DE SANTIS AL PINETO, su usancona.com, 8 agosto 2023. URL consultato il 16 settembre 2023 (archiviato il 2 ottobre 2023).
25. 1 2   Borsoi e Baggi pronti per il Pineto, su pinetocalcio.it, 29 luglio 2023. URL consultato il 16 settembre 2023 (archiviato il 2 ottobre 2023).
26. ↑   Arriva Schirone dalla Cremonese, su pinetocalcio.it, 25 luglio 2023. URL consultato il 16 settembre 2023 (archiviato il 2 ottobre 2023).
27. ↑   Luca Lombardi in biancazzurro, su pinetocalcio.it, 26 luglio 2023. URL consultato il 16 settembre 2023 (archiviato il 13 agosto 2023).
28. ↑   Giuseppe Macario al Pineto, su pinetocalcio.it, 22 agosto 2023. URL consultato il 16 settembre 2023 (archiviato il 2 ottobre 2023).
29. ↑   Teraschi e Traini sono del Pineto, su pinetocalcio.it, 10 agosto 2023. URL consultato il 16 settembre 2023 (archiviato il 2 ottobre 2023).
30. ↑   Iaccarino a titolo definitivo, su pinetocalcio.it, 31 luglio 2023. URL consultato il 16 settembre 2023 (archiviato il 2 ottobre 2023).
31. 1 2   Pellegrino e Ruggiero in biancazzurro, su pinetocalcio.it, 24 luglio 2023. URL consultato il 16 settembre 2023 (archiviato il 2 ottobre 2023).
32. ↑   Chakir a titolo definitivo, su pinetocalcio.it, 2 agosto 2023. URL consultato il 16 settembre 2023 (archiviato il 21 agosto 2023).
33. 1 2 3 4 5 6 7 8   Pineto Calcio - Trasferimenti 23/24, su transfermarkt.it. URL consultato il 24 settembre 2023 (archiviato il 16 gennaio 2023).
34. ↑   COMUNICATO UFFICIALE, su cb1919.com, 4 luglio 2023. URL consultato il 24 settembre 2023 (archiviato il 2 ottobre 2023).
35. ↑   UFFICIALE – Cosimo Forgione è neroverde, su chietifc1922.com, 17 luglio 2023. URL consultato il 24 settembre 2023 (archiviato il 2 ottobre 2023).
36. ↑   COLPO DI MERCATO, IL PLAY FABRIZIO LO SICCO TORNA IN BIANCOROSSOBLÙ, su usfg.it, 25 giugno 2023. URL consultato il 24 settembre 2023 (archiviato il 2 ottobre 2023).
37. ↑   Ostiamare, preso Minincleri: “Qui per scrivere pagine importanti”, su ostiamare.it, 11 luglio 2023. URL consultato il 24 settembre 2023 (archiviato il 2 ottobre 2023).
38. ↑   Per l'attacco dello United Riccione c'è Francesco Maio., su unitedriccione.com, 3 luglio 2023. URL consultato il 24 settembre 2023 (archiviato il 2 ottobre 2023).
39. ↑   UNO SPECIALISTA IN PROMOZIONI PER L’ATTACCO. DIEGO ALLEGRETTI ALLA CORTE DI MISTER GIAMPÀ, su sanmarzanocalcio.it, 17 luglio 2023. URL consultato il 24 settembre 2023 (archiviato il 2 ottobre 2023).
40. ↑   Di Filippo: rescissione consensuale, su pinetocalcio.it, 9 dicembre 2023. URL consultato il 12 dicembre 2023 (archiviato il 12 dicembre 2023).
41. ↑   Nicolas Di Filippo - Profilo giocatore, su transfermarkt.it. URL consultato il 16 maggio 2024 (archiviato il 16 maggio 2024).
42. ↑   Ingaggiati Francofonte e Ruggiero, su sn-notaresco2018.it, 17 dicembre 2023. URL consultato il 12 gennaio 2024 (archiviato il 12 gennaio 2024).
43. ↑   Dal Pescara arriva Denis Manu, su pinetocalcio.it, 2 gennaio 2024. URL consultato il 3 gennaio 2024 (archiviato il 9 febbraio 2024).
44. ↑   Denis Manu saluta i BiancAzzurri, su pescaracalcio.com, 2 gennaio 2024. URL consultato il 3 gennaio 2024 (archiviato il 3 gennaio 2024).
45. ↑   Calciomercato: arriva Sannipoli, su pinetocalcio.it, 16 gennaio 2024. URL consultato il 18 gennaio 2024 (archiviato il 9 febbraio 2024).
46. ↑   DANIEL SANNIPOLI IN PRESTITO AL PINETO, su usavellino1912.com, 16 gennaio 2024. URL consultato il 18 gennaio 2024 (archiviato il 16 gennaio 2024).
47. 1 2 3 4   COMUNICATO N. 6/DIV – 31 AGOSTO 2023 (PDF), su lega-pro.com, 31 agosto 2023. URL consultato il 14 settembre 2023 (archiviato il 2 ottobre 2023).
48. ↑   Gubbio-Pineto 1-1, Udoh non basta: gli abruzzesi pareggiano con Pellegrino, su corrieredellumbria.it, 1º settembre 2023. URL consultato il 14 settembre 2023 (archiviato il 2 ottobre 2023).
49. ↑   Il Pineto deve rinviare l'appuntamento con la prima vittoria in C, all'Adriatico di Pescara è 0-0 con l'Entella: cronaca e voti, su ilpescara.it, 8 settembre 2023. URL consultato il 14 settembre 2023 (archiviato il 2 ottobre 2023).
50. ↑   ANCONA-PINETO 1-0, su usancona.com, 15 settembre 2023. URL consultato il 16 settembre 2023 (archiviato il 2 ottobre 2023).
51. ↑   SERIE C girone B - giornata 3 - gare dal 15/09/2023 al 16/09/2023, su aia-figc.it. URL consultato il 14 settembre 2023 (archiviato il 2 ottobre 2023).
52. ↑   Pineto – Rimini 1-0, su rete8.it, 19 settembre 2023. URL consultato il 21 settembre 2023 (archiviato il 2 ottobre 2023).
53. ↑   COMUNICATO N. 18/DIV – 15 SETTEMBRE 2023 (PDF), su lega-pro.com, 15 settembre 2023. URL consultato il 15 settembre 2023 (archiviato il 2 ottobre 2023).
54. ↑   Pineto-Pescara 1-0, un erroraccio di Brosco costa derby e assalto al secondo posto: cronaca, tabellini e voti, su ilpescara.it, 11 ottobre 2023. URL consultato il 16 ottobre 2023 (archiviato il 14 ottobre 2023).
55. ↑   SERIE C girone B - giornata 5 - gare del 11/10/2023, su aia-figc.it. URL consultato il 10 ottobre 2023 (archiviato il 15 ottobre 2023).
56. 1 2 3 4 5   COMUNICATO N. 16/DIV – 14 SETTEMBRE 2023 (PDF), su lega-pro.com, 14 settembre 2023. URL consultato il 16 settembre 2023 (archiviato il 19 settembre 2023).
57. ↑   Lucchese-Pineto 3-0, i rossoneri calano il tris, su sport.quotidiano.net, 30 settembre 2023. URL consultato il 2 ottobre 2023 (archiviato il 3 ottobre 2023).
58. ↑   Pineto – Pontedera 4-1: i biancazzurri salgono all’ottavo posto, su rete8.it, 8 ottobre 2023. URL consultato l'8 ottobre 2023 (archiviato il 15 ottobre 2023).
59. ↑   COMUNICATO N. 39/DIV – 6 OTTOBRE 2023 (PDF), su lega-pro.com, 6 ottobre 2023. URL consultato il 10 ottobre 2023 (archiviato il 15 ottobre 2023).
60. ↑   Olbia – Pineto 1-0. Ritorno alla vittoria, su olbianova.it (archiviato il 6 novembre 2023).
61. ↑   SERIE C girone B - giornata 8 - gare del 02/11/2023, su aia-figc.it. URL consultato il 2 novembre 2023 (archiviato il 2 novembre 2023).
62. 1 2 3 4 5 6 7 8 9 10 11 12   Statistiche Spettatori Serie C B 2023-24, su stadiapostcards.com. URL consultato il 26 ottobre 2023 (archiviato il 28 settembre 2023).
63. ↑   SERIE C girone B - giornata 9 - gare dal 22/10/2023 al 23/10/2023, su aia-figc.it. URL consultato il 18 ottobre 2023 (archiviato il 2 ottobre 2023).
64. ↑   Carrarese sprecona, il Pineto ne approfitta e pareggia nel finale, su sport.quotidiano.net, 26 ottobre 2023. URL consultato il 28 ottobre 2023 (archiviato il 28 ottobre 2023).
65. ↑   SERIE C girone B - giornata 10 - gare dal 25/10/2023 al 26/10/2023, su aia-figc.it. URL consultato il 26 ottobre 2023 (archiviato il 26 ottobre 2023).
66. ↑   Vis Pesaro Partita infinita e vittoria sfiorata, su sport.quotidiano.net, 31 ottobre 2023. URL consultato il 31 ottobre 2023 (archiviato il 31 ottobre 2023).
67. ↑   SERIE C girone B - giornata 11 - gare dal 29/10/2023 al 30/10/2023, su aia-figc.it. URL consultato il 26 ottobre 2023 (archiviato il 2 ottobre 2023).
68. 1 2 3 4 5 6 7 8   COMUNICATO N. 54/DIV – 20 OTTOBRE 2023 (PDF), su lega-pro.com, 20 ottobre 2023. URL consultato il 26 ottobre 2023 (archiviato il 25 ottobre 2023).
69. ↑   Il Pineto continua a volare: 2-0 alla Fermana, su rete8.it, 6 novembre 2023. URL consultato il 9 novembre 2023 (archiviato il 9 febbraio 2024).
70. ↑   SERIE C girone B - giornata 12 - gare dal 05/11/2023 al 06/11/2023, su aia-figc.it. URL consultato il 2 novembre 2023 (archiviato il 2 ottobre 2023).
71. ↑   Arezzo, così brucia. Rigore sbagliato e contropiede fatale, il Pineto vince all'ultimo secondo, su arezzonotizie.it, 12 novembre 2023. URL consultato il 14 novembre 2023 (archiviato il 9 febbraio 2024).
72. ↑   14 a GIORNATA DI ANDATA GARA PINETO-PERUGIA DEL 18 NOVEMBRE 2023 (Gir. “B”) (PDF), su lega-pro.com, 17 novembre 2023. URL consultato il 20 novembre 2023 (archiviato il 20 novembre 2023).
73. ↑   PINETO-PERUGIA 1-1 HIGHLIGHTS, su acperugiacalcio.com, 18 novembre 2023. URL consultato il 18 novembre 2023 (archiviato il 18 novembre 2023).
74. ↑   SERIE C girone B - giornata 14 - gare dal 18/11/2023 al 20/11/2023, su aia-figc.it. URL consultato il 18 novembre 2023 (archiviato il 2 ottobre 2023).
75. ↑   Volpicelli risponde a Carpani. Recanatese riacciuffata al 90‘, su ilrestodelcarlino.it, 28 novembre 2023. URL consultato il 29 novembre 2023 (archiviato il 9 febbraio 2024).
76. ↑   SERIE C girone B - giornata 15 - gare dal 25/11/2023 al 27/11/2023, su aia-figc.it. URL consultato il 22 novembre 2023 (archiviato il 2 ottobre 2023).
77. ↑   Un acuto di De Santis mette le ali al Pineto, su ilcentro.it, 4 dicembre 2023. URL consultato il 4 dicembre 2023 (archiviato il 5 dicembre 2023).
78. ↑   SERIE C girone B - giornata 16 - gare dal 02/12/2023 al 03/12/2023, su aia-figc.it. URL consultato il 1º dicembre 2023 (archiviato il 2 ottobre 2023).
79. ↑   SERIE C girone B - giornata 17 - gare dal 09/12/2023 al 10/12/2023, su aia-figc.it. URL consultato l'8 dicembre 2023 (archiviato il 2 ottobre 2023).
80. ↑   COMUNICATO N. 108/DIV – 14 DICEMBRE 2023 (PDF), su lega-pro.com, 14 dicembre 2023. URL consultato il 16 dicembre 2023 (archiviato il 16 dicembre 2023).
81. ↑   Pineto, due legni e pari con la Spal, su ilcentro.it, 17 dicembre 2023. URL consultato il 18 dicembre 2023 (archiviato il 18 dicembre 2023).
82. ↑   SERIE C girone B - giornata 18 - gare dal 16/12/2023 al 18/12/2023, su aia-figc.it. URL consultato il 15 dicembre 2023 (archiviato il 2 ottobre 2023).
83. ↑   Torres – Pineto 1-0. Si chiude con una vittoria l’ultima giornata del girone di andata dei sassaresi, su sassarinotizie.com, 23 dicembre 2023. URL consultato il 23 dicembre 2023 (archiviato il 23 dicembre 2023).
84. ↑   COMUNICATO N. 91/DIV – 24 NOVEMBRE 2023 (PDF), su lega-pro.com, 24 novembre 2023. URL consultato il 23 dicembre 2023 (archiviato il 24 novembre 2023).
85. ↑   SERIE C girone B - giornata 1 - gare dal 06/01/2024 al 07/01/2024, su aia-figc.it. URL consultato il 3 gennaio 2024 (archiviato il 2 ottobre 2023).
86. 1 2 3 4 5 6 7 8   COMUNICATO N. 118/DIV – 22 DICEMBRE 2023 (PDF), su lega-pro.com, 22 dicembre 2023. URL consultato il 23 dicembre 2023 (archiviato il 22 dicembre 2023).
87. ↑   Il Pineto si rialza: pareggio a Chiavari, su ilcentro.it, 15 gennaio 2024. URL consultato il 17 gennaio 2024 (archiviato il 9 febbraio 2024).
88. ↑   SERIE C girone B - giornata 2 - gare dal 13/01/2024 al 15/01/2024, su aia-figc.it. URL consultato il 10 gennaio 2024 (archiviato il 10 gennaio 2024).
89. ↑   PINETO-ANCONA 1-2, su usancona.com, 21 gennaio 2023. URL consultato il 24 gennaio 2023 (archiviato il 25 gennaio 2024).
90. ↑   SERIE C girone B - giornata 3 - gare dal 20/01/2024 al 21/01/2024, su aia-figc.it. URL consultato il 17 gennaio 2024 (archiviato il 2 ottobre 2023).
91. ↑   Rimini-Pineto 1-1: cronaca, tabellino e gallery, su newsrimini.it, 28 gennaio 2024. URL consultato il 5 gennaio 2024 (archiviato il 28 gennaio 2024).
92. ↑   SERIE C girone B - giornata 4 - gare dal 26/01/2024 al 28/01/2024, su aia-figc.it. URL consultato il 24 gennaio 2024 (archiviato il 2 ottobre 2023).
93. ↑   Pescara-Pineto 2-0, il Delfino si prende un brutto derby: cronaca, tabellino e voti, su ilpescara.it, 3 febbraio 2024. URL consultato il 5 febbraio 2024 (archiviato il 5 febbraio 2024).
94. ↑   COMUNICATO N. 138/DIV – 26 GENNAIO 2024 (PDF), su lega-pro.com, 26 gennaio 2024. URL consultato il 5 febbraio 2024 (archiviato il 5 febbraio 2024).
95. 1 2 3 4 5 6 7 8 9 10   COMUNICATO N. 152/DIV – 13 FEBBRAIO 2024 (PDF), su lega-pro.com, 13 febbraio 2024. URL consultato il 15 febbraio 2024 (archiviato il 13 febbraio 2024).
96. ↑   FERMANA-PINETO 1-1. Petrungaro risponde a Germinario. Proteste nel finale, direzione di gara contestatissima, su fermanafc.com, 10 marzo 2024. URL consultato il 27 marzo 2024 (archiviato il 27 marzo 2024).
97. ↑   Arezzo da playoff. Segna 3 gol, espugna Pineto e fa un balzo in avanti in classifica, su arezzonotizie.it, 17 marzo 2024. URL consultato il 27 marzo 2024 (archiviato il 30 aprile 2024).
98. ↑   Non vince il Grifo double face. Contro il Pineto finisce 2-2, su ilmessaggero.it, 24 marzo 2024. URL consultato il 28 marzo 2024 (archiviato il 28 marzo 2024).
99. ↑   Villa illude il Pineto, la Juve NG vince in rimonta, su ilcentro.it, 15 aprile 2024. URL consultato il 19 aprile 2024 (archiviato il 19 aprile 2024).
100. ↑   Spal, salvezza raggiunta tra i rimpianti, su estense.com, 21 aprile 2024. URL consultato il 21 aprile 2024 (archiviato il 21 aprile 2024).
101. 1 2   COPPA ITALIA: ANCONA-PINETO DIRIGE RISPOLI DI LOCRI, su usancona.com, 2 ottobre 2023. URL consultato il 4 ottobre 2023 (archiviato il 9 ottobre 2023).
102. ↑   COPPA ITALIA SERIE C girone A - giornata 1 - gare dal 03/10/2023 al 05/10/2023, su aia-figc.it. URL consultato il 4 ottobre 2023 (archiviato il 9 ottobre 2023).
103. ↑   COMUNICATO N. 6/CIT - 25 OTTOBRE 2023 (PDF), su lega-pro.com, 25 ottobre 2023. URL consultato il 28 ottobre 2023 (archiviato il 28 ottobre 2023).
104. ↑   Vergani rilancia il Pescara e il Pineto va ko nel derby, su ilcentro.it, 10 novembre 2023. URL consultato il 14 novembre 2023 (archiviato il 14 novembre 2023).
105. ↑  1 ammonizione dalla panchina
106. ↑   Settore Giovanile: gli staff tecnici, su pinetocalcio.it, 8 agosto 2023. URL consultato il 5 ottobre 2023 (archiviato il 2 ottobre 2023).
107. ↑   CLASSIFICHE E RISULTATI, su lega-pro.com. URL consultato il 17 dicembre 2023 (archiviato il 17 dicembre 2023).
108. ↑   Giovanissimi Nazionali U15 - Serie C - Girone C, su tuttocampo.it. URL consultato il 10 febbraio 2024 (archiviato il 19 gennaio 2024).
109. ↑   Allievi Nazionali U17 - Serie C - Girone C, su tuttocampo.it. URL consultato il 23 gennaio 2024 (archiviato il 1º agosto 2023).
110. ↑   Giovanissimi Regionali U14 - Girone B, su tuttocampo.it. URL consultato il 10 febbraio 2024 (archiviato l'11 marzo 2023).
111. ↑   Allievi Regionali U16, su tuttocampo.it. URL consultato il 23 gennaio 2024 (archiviato il 6 marzo 2023).